# Kővárgyertyános
Kővárgyertyános település Romániában, Máramaros megyében.

## Fekvése
Nagybányától délkeletre fekvő település.

## Története
Kővárgyertyános nevét 1405-ben említette először oklevél Karpenis néven. 1424-ben Kerpemes a. n. Gerthyanos, 1470-ben Karpenyes, 1475-ben Gerthyanus néven írták.
Kővár tartozéka volt, Zsigmond Kővárral együtt Balk fiainak Demeter és Sandrinnak, és Drág fiainak György és Sandrinnak adományozta. 1424-es osztozkodáskor Balk fiainak és  Sandrin fiainak János és Lászlónak jutott. 1470-ben Mátyás elkobozta a birtokot Bélteky Sandrin fiától Mihálytól, mert feleségét megölte ezért összes javait, így Gyertyánost is elkobozta tőle és azt Drágfi Miklós fiának Bertalannak adományozta. 1474-ben Katona Elek birtoka volt. 1475 körül a középszolnoki adóösszeírás szerint mint teljesen elpusztult községet említették.
1543-ban Drágffy Gáspár birtoka volt, de 1546–1552-ben már özvegyéé, 1553–1554-ben  már Drágffy György a birtokosa. 1556-ban Izabella királyné az örökös nélkül elhalt Drágffy György e birtokát bátori (ecsedi) Báthori Györgynek, nejének somlyói Báthory Annának és fiuknak Istvánnak adományozta. 1565-ben azonban, mivel Báthory György föllázadt II. Miksa császár ellen, feje váltságául Kővárt és tartozékait a császárnak engedte át. 1567-ben II. János király visszafoglalta Kővárt Miksa császártól, tartozékaival együtt, s ekkor e birtokot is beregszói Hagymási Kristófnak adományozta. 1583-ban Báthory Zsigmond e birtokot a kapniki ezüstbányászat céljából két évre, majd 1585-ben 12 évre báró Herberstein Feliciánnak adta haszonbérbe, majd 1591-ben Herberstein Felicián halálával a fejedelem örököseinek további 6 évre haszonbérbe adta.
1639-ben Gyertyános a kapniki bányához tartozott. 1650-ben mint kincstári birtok, Kővárhoz tartozott. 1651-ben a falu Kapnikbányához csatoltatott. 1659-ben Barcsay Ákos a kapniki bányát e birtokkal együtt Hartman Jánosnak adja bérbe. 1690-ig Kapnikbányához tartozott, de miután felhagytak a bányászattal, újra Kővárhoz csatolták.
1719-ben a kincstár a birtokot a Teleki családnak adta át. 1769-ben birtokosa gróf Teleki Ádám volt. A Teleki család maradt a fő birtokosa még az évszázad közepén is.
A 20. század elején Szolnok-Doboka vármegye Kápolnokmonostori járásához tartozott. 1910-ben 318 lakosából 310 román volt. Ebből 255 görögkeleti ortodox, 3 izraelita volt.

## Nevezetesség
- 18. századi ortodox fatemplom[1]